# أل بولتون
أل بولتون (بالإنجليزية: Al Bolton)‏ هو مقدم برامج إذاعية ومقدم تلفزيوني أمريكي، ولد في 24 أكتوبر 1925 في الإسكندرية في الولايات المتحدة، وتوفي في 2 أبريل 2014 في شريفبورت في الولايات المتحدة.